# Notolaemus castaneus
Notolaemus castaneus är en skalbaggsart som först beskrevs av Wilhelm Ferdinand Erichson 1845.  Notolaemus castaneus ingår i släktet Notolaemus, och familjen ritsplattbaggar. Enligt den svenska rödlistan är arten sårbar i Sverige. Arten förekommer i Svealand. Arten har tidigare förekommit i Nedre Norrland men är numera lokalt utdöd. Artens livsmiljö är skogslandskap, jordbrukslandskap, stadsmiljö.